# ویبریو ولنیفیکوس
ویبریو ولنیفیکوس یک گونه از باکتریهای گرم منفی متحرک منحنی-میله ای شکل (bacillus) است. این باکتری بیماری‌زا و از سرده ویبریو می‌باشد. این باکتری را می‌توان بیشتر در محیط‌های دریایی یا پای‌رود‌ها یافت. از نظر گونه‌شناسی ویبریو ولنیفیکوس با ویبریو کلرا که عامل وبااست مرتبط می‌باشد.
عفونت با V. vulnificus می‌تواند منجر به سلولیت یا گَندخونی شود.: 279  کپسول باکتری ساخته شده از پلی ساکاریدهاست، و همین باعث محافظت در برابر بیگانه خوارها می‌شود.

## علائم و نشانه‌ها
V. vulnificus بسیار باکتری بدخیمی است، که می‌تواند سه نوع از عفونت را ایجاد کند:
- گاستروآنتریت حاد حاصل از خوردن صدف خام. این باکتری اغلب پس از خوردن غذاهای دریایی به خصوص صدف نپخته بیماری‌زایی می‌کند. آلوده بودن صدف باعث تغییر ظاهر و طعم و مزه یا بوی صدف نمی‌شود.[۶] علائم یبماری شامل استفراغ، اسهال و درد شکم می‌شود.
- زخم عفونی نکروتیک می‌تواند در پوست مجروحی که در معرض آب آلوده دریا بوده‌است، رخ دهد.
- سپتیسمی مهاجم می‌تواند پس از خوردن صدف خام رخ دهد.

## درمان
این باکتری دارای میزان مرگ‌ومیر ۲۵٪ است. طبق مطالعاتی که در تایوان روی ۹۳ نفر انجام شده‌است، استفاده از نسل سوم سفالوسپورین‌ها و تتراسایکلین‌ها مثل سفتریاکسون و داکسی‌سایکلین باعث بهبودی نسبی حال بیماران شد.

## پیش‌آگهی
بدترین پیش آگهی در افرادی است که هنگام رسیدن به بیمارستان در حالت شوک هستند. مجموع مرگ و میر در بیماران تحت درمان در حدود ۳۳٪ است.
افراد مبتلا به بیماری‌های کبدی مثل سیروز و هپاتیت و نقص ایمنی آسیب پذیرتر از دیگران هستند. ادر این موارد V. vulnificus معمولاً وارد جریان خون شده که در آن ممکن است باعث تب و لرز و شوک سپتیک (با کاهش سریع فشار خون) و تاول‌ها و ضایعات پوستی شود. در حدود نیمی از کسانی که دچار عفونت خونی می‌شوند، می‌میرند.

## اپیدمیولوژی
V. vulnificus معمولاً در خلیج مکزیک شایع است که در آن تا کنون بیش از ده‌ها نفر کشته شده‌اند.